# Aurania (Schiff, 1917)
Die Aurania (II) war ein 1917 in Dienst gestellter Truppentransporter, dessen geplanter Einsatz als Passagierschiff der britischen Reederei Cunard Line durch den Ausbruch des Ersten Weltkriegs verhindert wurde. Die Aurania wurde am 4. Februar 1918 vor der nordirischen Küste von einem deutschen U-Boot torpediert und strandete beim Abschleppversuch.

## Geschichte
Das 13.936 BRT große Dampfschiff Aurania wurde auf der Werft Swan, Hunter & Wigham Richardson in der nordenglischen Stadt Wallsend gebaut und lief dort am 16. Juli 1916 vom Stapel. Das noch vor dem Ausbruch des Ersten Weltkriegs bestellte Schiff sollte als Ergänzung für seine bereits 1913 in Dienst gestellten Schwesterschiffe Alaunia und Andania (beide jeweils 13.405 BRT) dienen. Die drei Schiffe waren lediglich für die Beförderung von Passagieren der Zweiten und Dritten Klasse vorgesehen. Die beiden Dampfturbinen ermöglichten eine maximale Reisegeschwindigkeit von 15 Knoten (27,8 km/h). Das Schiff war mit zwei Schornsteinen, zwei Masten und zwei Propellern ausgestattet.
Die Fertigstellung der Aurania verzögerte sich durch den Kriegsausbruch. Nach dem Stapellauf wurde die Auronia direkt für den Einsatz als Truppentransporter bestimmt und konnte ihrem Bestimmungszweck als Passagierschiff nie nachkommen. Am 28. März 1917 lief sie in Wallsend zu ihrer Jungfernfahrt nach New York aus und legte anschließend wieder in Liverpool an. Bis zum Ende ihrer Dienstzeit diente die Aurania für die Royal Navy als Truppen- und Versorgungsschiff auf dem Nordatlantik.
Am 3. Februar 1918 lief die Aurania in Liverpool zu einer weiteren Überfahrt nach New York aus und umlief dabei die Küste von Nordirland. Am darauf folgenden Morgen, dem 4. Februar 1918, wurde das Schiff etwa 15 Seemeilen nordwestlich der Insel Inishtrahull vor der Küste der irischen Grafschaft Donegal von dem deutschen U-Boot UB 67 unter dem Kommando von Oberleutnant zur See Gerhard Schulz angegriffen. Ein Torpedo schlug auf der Position 56° 36′ N, 6° 20′ W an Backbord in den Maschinenraum ein. Neun Besatzungsmitglieder kamen dabei ums Leben. Ein Schlepper nahm die Aurania ins Schlepp, aber sie strandete in der Nähe der Stadt Tobermory an der Küste der Isle of Mull. Das Wrack wurde in der Brandung nacheinander zerschlagen und zu einem Totalverlust erklärt.